# 1287

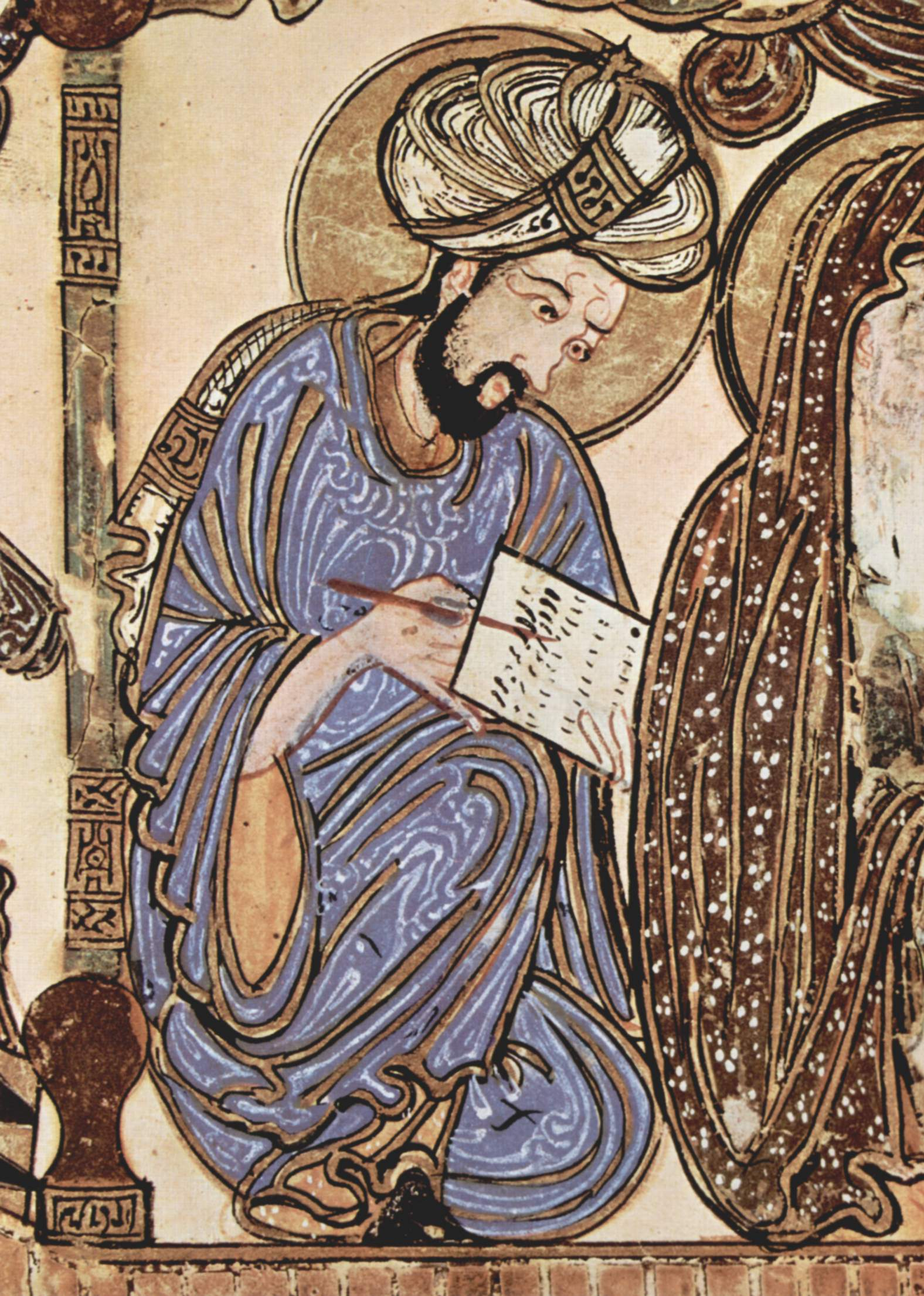
De schrijver, Iraakse boekafbeelding, 1287

Het jaar 1287 is het 87e jaar in de 13e eeuw volgens de christelijke jaartelling.

## Gebeurtenissen
januari
- 12 - Alfons III van Aragon verovert Menorca op de Moren, dat bij het koninkrijk Majorca komt. De laatste emir van Menorca, Abu Umar ibn Said, capituleert in zijn fort Castell de Santa Àgueda.

juli
- 30 - Kinderloze overlijden van Arnoud van Leuven, heer van Breda, waarna het land van Breda door Jan I van Brabant in twee delen wordt gesplitst: Breda onder Raso X van Gaveren en Bergen op Zoom onder Arnold II van Wesemaele.

december
- 13-14 december - Sint-Luciavloed: Zware stormvloed in Oost-Engeland en de noordelijke Nederlanden. De Waddenzee wordt sterk uitgebreid en de Zuiderzee ontstaat. West-Friesland, dat grotendeels wordt overstroomd, raakt definitief gescheiden van Friesland. Het aantal slachtoffers wordt op ruim 50.000 geschat.

zonder datum
- De Mongolen vallen Birma binnen. Het rijk Pagan valt uiteen.
- De Mongolen vallen Vietnam binnen, maar worden door de Tran-legers verslagen.
- Rabban Bar Sauma gaat voor Il-kan Arghun op missie naar Europa.

## Opvolging
- Anhalt-Bernburg - Bernhard I wordt opgevolgd door zijn zoons Johan I en Bernhard II.
- Athene - Willem I van La Roche wordt opgevolgd door zijn zoon Gwijde II van La Roche.
- Bosnië - Prijezda I wordt opgevolgd door Prijezda II.
- Bourbon - Agnes II wordt opgevolgd door haar dochter Beatrix van Bourbon.
- Breda - Arnoud van Leuven wordt opgevolgd door Raso I van Gaveren.
- Chatsjen - Atabak-Ivane I wordt opgevolgd door Jalal II.
- Delhi - Ghiyasuddin Balban wordt opgevolgd door zijn kleinzoon Muizuddin Qaiqabad.
- Japan - Go-Uda wordt opgevolgd door zijn neef Fushimi.
- Tripoli en (titulair) Antiochië - Bohemund VII wordt opgevolgd door zijn zuster Lucia.

## Afbeeldingen

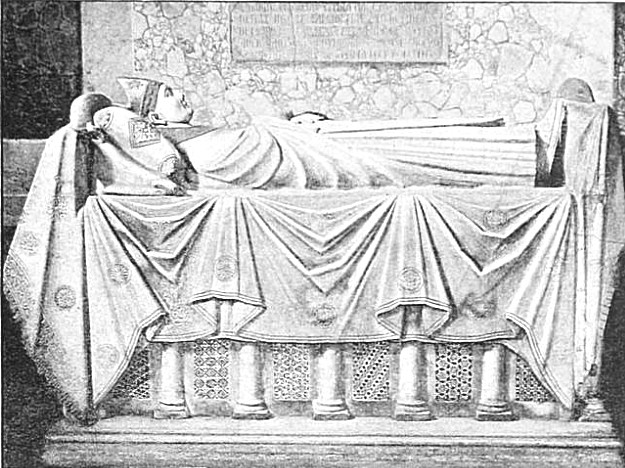
graf van Honorius IV
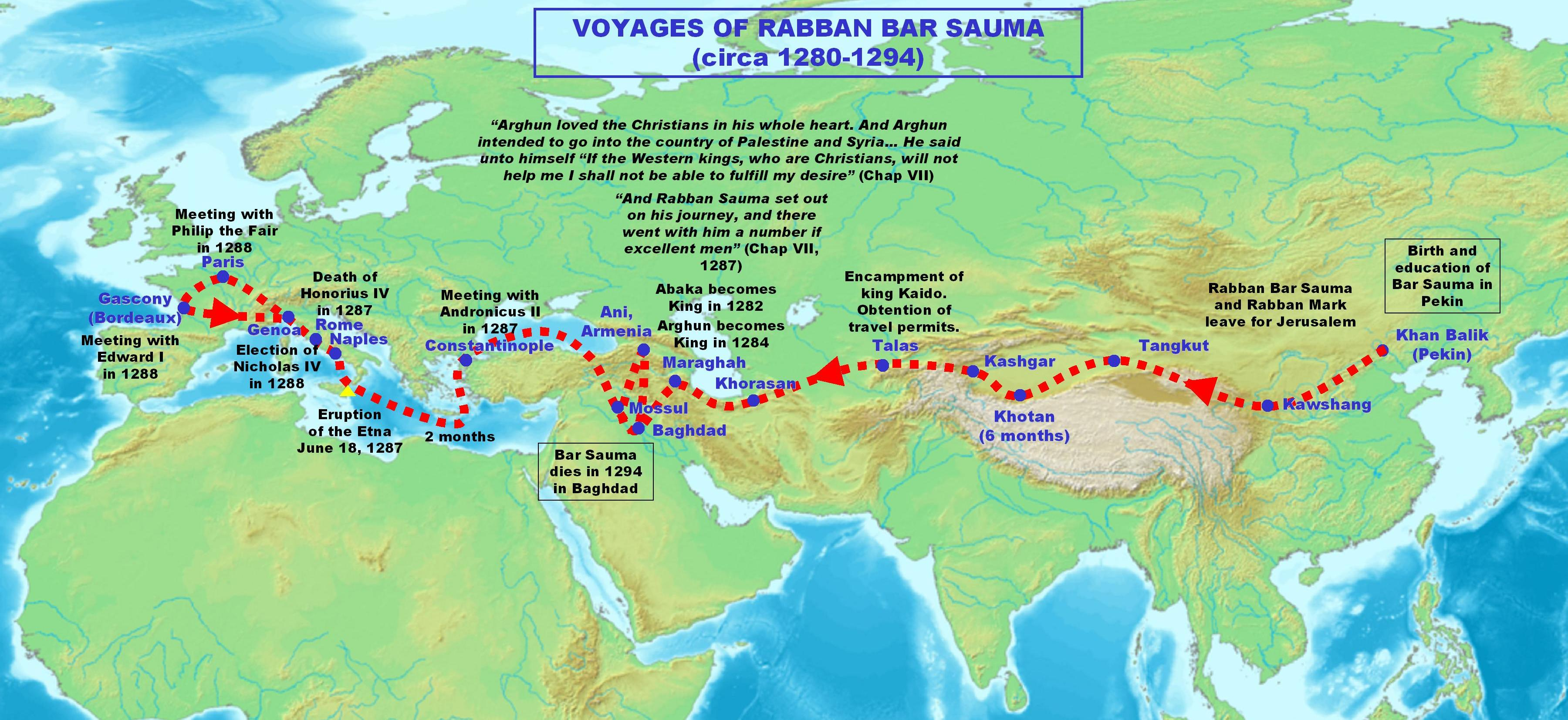
Reizen van Rabban Bar Sauma

## Geboren
- 25 april - Roger Mortimer, Engels edelman
- Willem III, graaf van Holland (1304-1337)
- Luchino Visconti, heer van Milaan (1339-1349) (jaartal bij benadering)

## Overleden
- 24 januari - Richard de Bury, Engels monnik en boekverzamelaar
- maart - Ingeborg Eriksdotter, echtgenote van Magnus VI van Noorwegen
- 3 april - Honorius IV (~76), paus (1285-1287)
- 30 juli (datum onzeker) - Arnoud van Leuven, Brabants edelman
- 19 oktober - Bohemund VII, graaf van Tripoli
- Bernhard I, Duits edelman, vorst van Anhalt
- Ghiyasuddin Balban, sultan van Delhi (1266-1287)
- Rakshita (~19), Tibetaans geestelijke
- Werner van Oberwesel (16), Duits moordslachtoffer
- Willem I van La Roche, hertog van Athene
- Agnes II van Bourbon (~50), Frans edelvrouw (jaartal bij benadering)